# Ryszard Ziarko
Ryszard Ziarko (ur. 7 kwietnia 1954) – polski inżynier, przedsiębiorca.

## Życiorys
Urodził się 7 kwietnia 1954. Uzyskał dyplom inżyniera. Pracował w Zakładach Przemysłu Gumowego „Stomil” w Sanoku. W 1986 założył firmę produkującą okapy kuchenne. Sam tworzył pierwsze ich modele. Początkowo podmiot nosił nazwę WAzTSiM (Wytwórnia Artykułów z Tworzyw Sztucznych i Metali). W połowie lat 90. przedsiębiorstwu nadano nazwę Ciarko, wywodzącą od nazwiska założyciela i prezesa. W swojej gałęzi przedsiębiorstwo uchodzi za najstarsze w Polsce i było wielokrotnie nagradzane.
Kierując przedsiębiorstwem, wspiera sponsoringiem działalność w dziedzinie sportu, kultury, służby zdrowia (szpital w Sanoku), w tym przez lata sanocki klub hokeja na lodzie, do którego nazwy marketingowej kilkakrotnie przyjmowano Ciarko jako sponsora strategicznego. W 2010 wszedł w skład honorowego komitetu poparcia kandydatury Wojciecha Blecharczyka na burmistrza Sanoka. W 2011 wszedł w skład rady nadzorczej „Ciarko” PBS Bank Klub Hokejowy Sanok sp. z o.o., obejmując funkcję zastępcy prezesa.

## Nagrody
- Nagroda Burmistrza Miasta Sanoka za rok 2008 (2009)[12]
- Działacz sezonu w III edycji Plebiscytu „Hokejowe Orły” (2012, razem z Lesławem Wojtasem)[13]
- Złoty Medal Akademii Polskiego Sukcesu (2017)[14]
- Lider Przedsiębiorczości (I Sanockie Forum Gospodarcze 2019)[15]